# Камий, Самюэль
Самюэль Жоффруа Камий (фр. Samuel Geoffroy Camille; род. 2 февраля 1986, Сен-Дени, Франция) — мартиникский футболист, левый защитник французского клуба «Олимпик Валанс».
Большую часть своей карьеры футболиста Камий провёл в Испании, успев поиграть за пять клубов Сегунды (всего 186 матчей).

## Клубная карьера
Родившийся в Сен-Дени, в окрестностях Парижа, Камий начинал свою карьеру в «Лансе», но провёл большую часть своего четырёхлетнего периода там в резервной команде. 24 сентября 2008 года он дебютировал в составе основной команды, выйдя на замену на 67-й минуте гостевого победного (3:0) матча против «Лорьяна», проходившего в рамках третьего раунда Кубка французской лиги.
В июне 2009 года, после неудачного просмотра в мадридском «Атлетико», Камий подписал контракт с другим мадридским клубом — «Райо Вальекано», будучи определённым в её резервную команду, выступавшую в Терсере. В сентябре он был включён в основную команду, а 14 ноября 2009 года Камий впервые появился в её основном составе, сыграв все 90 минут в домашнем победном (2:0) матче с «Реалом Мурсией».
8 июля 2010 года Камий перешёл в клуб Сегунды «Кордова», где в качестве игрока основы провёл один сезон. Потом он перешёл в «Гранаду», будучи сразу же отданным в аренду другому андалусскому клубу «Кадис», выступавшему тогда в Сегунде B.
6 августа 2012 года Камий подписала контракт с командой Сегунды «Алькоркон», за которую выходил на поле регулярно. 16 июля 2014 года он подписал контракт с «Понферрадиной», игравшей тогда в Сегунде.
Единственный свой гол на профессиональном уровне Камий забил за «Алькоркон» 1 сентября 2013 года, отметившись в победной (3:0) домашней игре с «Рекреативо». При этом забил он спустя несколько секунд после своего выхода на поле. Проведя ещё три года в Сегунде, выступая за «CD Tenerife», Камий в возрасте 33 лет покинул Испанию.

## Карьера в сборной
20 мая 2019 года Камий был включён в предварительную заявку сборной Мартиники из 40 футболистов на Золотой кубок КОНКАКАФ 2019 года, а 7 июня — в итоговую. Он дебютировал на этом турнире на следующей неделе, в проигранном (0:4) матче против Канады.
Камий также играл за сборную Мартиники на Золотом кубке КОНКАКАФ 2021 года.